# John Rainwater
John Rainwater ist der Name eines fiktiven Mathematikers bzw. das Pseudonym einer Reihe von Mathematikern vor allem auf dem Gebiet der Funktionalanalysis, darunter Robert Phelps.
Unter seinem Namen erschienen 1959 bis 1990 rund 16 Aufsätze, Mitteilungen und Seminar-Mitschriften und zuletzt sogar Gesammelte Werke bei der University of Washington. Sie erschienen in bedeutenden Mathematik-Zeitschriften wie dem Pacific Journal of Mathematics, dem Duke Mathematical Journal und den Proceedings of the American Mathematical Society.
Die Geschichte von John Rainwater begann als Studentenscherz. 1952 kam der Mathematikstudent Nick Massey an der University of Washington aus Versehen an eine unausgefüllte Registrierungskarte für einen Kurs zur Einführung in die reelle Analysis des Mathematikprofessors Maynard Arsove. Er und sein Kommilitone Sam Saunders reichten Lösungen von Übungsaufgaben unter diesem Namen ein, was erst aufflog als die ersten Prüfungen anstanden. Arsove nahm den Scherz gelassen, auch als er einen „explodierenden“ Füllfederhalter von Rainwater bekam, und bemerkte nur vor der Klasse, dass das einzige Mal, wo er Rainwater sehen würde, wohl in einem Fass wäre.
Einige Jahre später kamen einige Mathematikstudenten und jüngere Fakultätsmitglieder der University of Washington, die die Problemkolumne aus dem American Mathematical Monthly studierten, auf die Idee, Lösungen unter dem Pseudonym John Rainwater einzuschicken. Als der Herausgeber der Zeitschrift, die Mathematical Association of America, Rainwater die Mitgliedschaft anbot, ergab sich die Schwierigkeit, dass zwei MAA Mitglieder dies unterstützen mussten. Den Autoren hinter dem Pseudonym gelang es sogar, die Unterschrift von Carl Allendoerfer, Professor an der University of Washington und Präsident der MAA, zu erhalten. Er weigerte sich zwar, sich selbst an dem Scherz zu beteiligen, einer eingeweihten Sekretärin gelang es aber, seine Unterschrift in einem Stapel anderer Papiere, die er unterschreiben sollte, zu erhalten.
1959 erschien der erste wissenschaftliche Aufsatz unter seinem Namen, verfasst vom Assistant Professor John Isbell, ohne dass dieser einen Hinweis auf die wahre Identität einfließen ließ, was bei späteren Aufsätzen unter dem Namen Rainwater teilweise anders war. Isbell selbst machte das nichts aus (er benutzte auch noch zwei andere Pseudonyme für Veröffentlichungen) und damals war auch der Veröffentlichungsdruck für die Karriere nicht so hoch. Neben Funktionalanalysis waren die Aufsätze auch zum Beispiel aus den Gebieten konvexer Analysis, Algebra und Topologie. Ende der 1960er Jahre begann das John Rainwater Seminar an der University of Washington, das sich zunächst mit Funktionalanalysis, später auch mit Fourieranalyse und Dynamischen Systemen befasste.
Der Satz von Rainwater gibt notwendige und hinreichende Bedingungen für die schwache Konvergenz von Folgen in Banachräumen.
Phelps gab als Motivation dafür an, dass er die dritte Arbeit von Rainwater verfasste, dass er ein noch nicht veröffentlichtes, aber von mehreren Mathematikern unabhängig gefundenes folk theorem für seine eigene Arbeit benötigte.

## Schriften
- Spaces whose finest uniformity is metric, Pacific J. Math. 9 (1959), 567–570 (von John Isbell, die meistzitierte Arbeit von John Rainwater)
- A note on projective resolutions, Proc. Amer. Math. Soc. 10 (1959), 734–735 (von John Isbell)
- Weak convergence of bounded sequences, Proc. Amer. Math. Soc. 14 (1963), 999 (von Robert Phelps, ein Resultat daraus wurde als Satz von Rainwater bekannt)
- A remark on regular Banach algebras, Proc. Amer. Math. Soc. 18 (1967), 255–256 (von Irving Glicksberg)
- On a renorming theorem of Klee, Unpublished note, 1968.
- Local uniform convexity of Day's norm on c0(G), Proc. Amer. Math. Soc. 22 (1969), 335–339. (die zweithäufigstzitierte Arbeit von John Rainwater, verfasst von einer Gruppe von sechs Autoren)
- Day's norm on c0(G), Proc. of the Functional Analysis Week, Aarhus 8 (1969) 46–50. Matematisk Inst., Aarhus Univ., Aarhus (ein Folgeaufsatz zur vorherigen Arbeit, geschrieben von Edgar Asplund für eine Konferenz in Aarhus)
- A note on the preceding paper, Duke Math. J. 36 (1969), 779–800 (von Glicksberg, beteiligt waren insgesamt vier Personen, das Resultat aber relativ kurz, so dass es unter Rainwater veröffentlicht wurde).
- A characterization of certain dual unit balls, Rainwater Sem. Notes, 1970 (von Phelps).
- Regular matrices with nowhere dense support, Proc. Amer. Math. Soc. 29 (1971), 361 (von John Isbell).
- A non-reflexive Banach space has non-smooth third conjugate space, Rainwater Sem. Notes, 1972 (von Phelps).
- A theorem of Ekeland and Lebourg on Frechet differentiability of convex functions on Banach Spaces, Rainwater Sem. Notes, 1976 (von Phelps).
- Lindenstrauss spaces which are Asplund spaces, Rainwater Sem. Notes, 1976–77 (von Peter D. Morris).
- Global dimension of fully bounded Noetherian rings, Comm. Algebra 15 (1987), 2143–2456 (eine Arbeit über Algebra von Ken Brown, Ken Goodearl, Toby Stafford, Bob Warfield)
- Yet more on the differentiability of convex functions, Proc. Amer. Math. Soc. (1988), no. 3, 773–778 (von Isaak Namioka, Robert Phelps, sie verallgemeinerten einen Satz einer Doktorandin ohne diese bloßzustellen, da sie Techniken beherrschten die diese noch nicht kannte)
- A class of null sets associated with convex functions on Banach spaces, Bull. Austral. Math. Soc. 42 (1990), no. 2, 315–322 (von Phelps und David Preiss).
- Problems/Solutions of John Rainwater (Sammlung der Lösungen für den American Mathematical Monthly, zuerst von 1959 eingesandt von John Isbell, der letzte von 1994 eingesandt von Phelps).
- Collected Works of John Rainwater. The first 40 years (1959-1999), Department of Mathematics, University of Washington.